# Fabrice Hadjadj

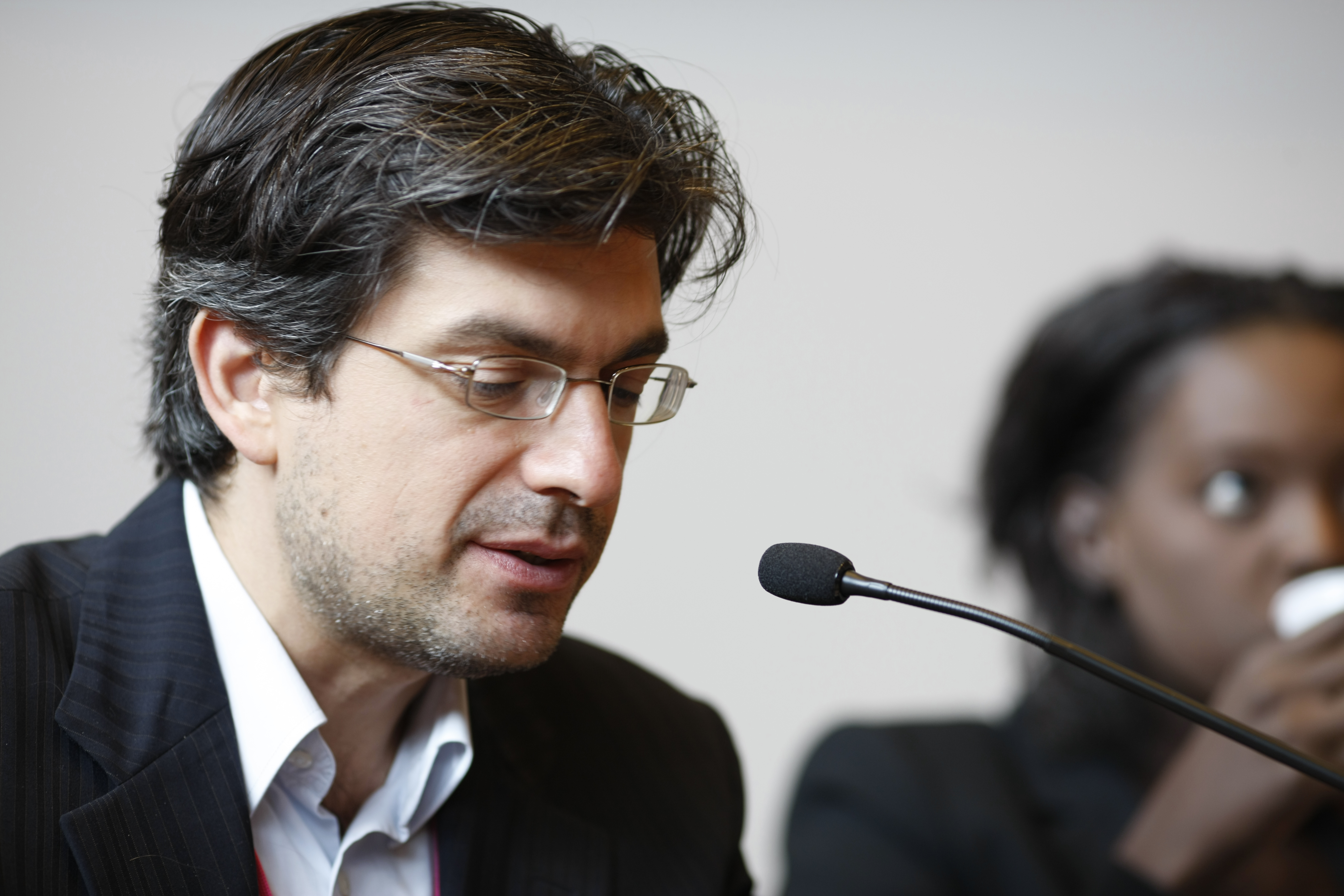
Fabrice Hadjadj, 2009

Fabrice Hadjadj (* 15. September 1971 in Nanterre, Frankreich) ist ein französischer Schriftsteller und Philosoph, der zum Katholizismus konvertiert ist. Er ist Direktor des Instituts Philanthropos und Mitglied des Päpstlichen Rates für die Laien. Außerdem ist Hadjadj Autor zahlreicher preisgekrönter Werke, Essays und Theaterstücke.

## Leben
Fabrice Hadjadj ist Absolvent des Institut d’études politiques de Paris und Agrégé der Philosophie. Er ist jüdisch aufgewachsen. Seine Eltern waren militante Maoisten.
1995 erschien sein erstes Buch, Objet perdu, herausgegeben in einem nihilistisch inspirierten Kollektiv, das er zusammen mit Claude Alexandre und John Gelder leitete und an dem unter anderem Michel Houellebecq mitarbeitete.
Die meisten seiner Essays widmet er der Frage nach Erlösung, Technik und Körper, wobei er sich vor allem von Aristoteles, Thomas von Aquin, Heidegger, Emmanuel Lévinas und Günther Anders inspirieren lässt.
Nachdem er mehrere Jahre in der Nähe von Brignoles im Département Var gelebt hatte, wo er Philosophie an einem Gymnasium unterrichtete, zog er 2012 nach Freiburg in der Schweiz, wo er das Institut Philanthropos leitet.
Bis 1998 bezeichnete er sich als Atheist und Anarchist. Danach konvertierte er zum Katholizismus, als er angesichts einer schweren Krankheit seines Vaters eine Kirche im Pariser Quartier Latin betrat und dort begann, zur Gottesmutter Maria zu beten. Er stellt sich selbst als „Jude mit arabischem Namen und katholischer Konfession“ vor.

## Werk
- Traité de Bouddhisme à l'usage du bourgeois d'Occident (= Collection grise 10 x 15). Parc, Paris 1998, ISBN 2-912010-05-5, S. 80 (französisch).
- Et les violents s'en emparent. Les Provinciales, Saint-Victor-de-Morestel 1999, ISBN 2-912833-02-7, S. 200 (französisch).
- La Terre chemin du ciel (= Les Provinciales). Cerf, Paris 2002, ISBN 2-204-07086-6, S. 96 (französisch).
  - La terra strada del cielo, Torino, Lindau, 2010 (Italienische Ausgabe)
- Réussir sa mort. Presses de la Renaissance, Paris 2005, ISBN 978-2-7509-0037-3, S. 408 (französisch). — Grand Prix catholique de littérature 2006. Réédition : Seuil, coll. « Points », 2010
  - Tenga usted éxito en su muerte: anti-método para vivir, Nuevo Inicio, 2011 (Spanische Ausgabe)
- La Profondeur des sexes (= Les dieux et les hommes). Seuil, Paris 2008, ISBN 978-2-02-096010-6, S. 313 (französisch). — Wiederauflage : Seuil, collection « Points / Essais », 2011 (ISBN 978-2-7578-2180-0)
  - Mistica della carne. La profondità dei sessi, Milano, Medusa, 2009 (Italienische Ausgabe)
  - La profundidad de los sexos: por una mística de la carne, Nuevo Inicio, 2009 (Spanische Ausgabe)
  - A profundidade dos sexos: por uma mística da carne. São Paulo: É Realizações, 2017 (Portugiesische Ausgabe)
- La Foi des démons ou l'Athéisme dépassé (= Forum). Salvator, Paris 2009, ISBN 978-2-7067-0625-7, S. 298 (französisch). — Prix de littérature religieuse 2010. Réédition : Albin Michel, coll. « Espaces libres », 2011
  - La fe de los demonios (o el ateísmo superado), Nuevo Inicio, 2009 (Spanische Ausgabe)
  - A fé dos demônios. São Paulo: Vide Editorial, 2018 (Portugiesische Ausgabe)
- Le Paradis à la porte (= Les dieux et les hommes). Seuil, Paris 2011, ISBN 978-2-02-098836-0, S. 498 (französisch).
  - El paraíso en la puerta : ensayo sobre una alegría que perturba, Nuevo Inicio, 2012 (Spanische Ausgabe)
- Comment parler de Dieu aujourd'hui (= Forum). Salvator, Paris 2012, ISBN 978-2-7067-0941-8, S. 219 (französisch).
  - ¿Cómo hablar de Dios hoy?, Nuevo Inicio, 2013 (Spanische Ausgabe)
- Puisque tout est en voie de destruction. Le Passeur, Paris 2014, ISBN 978-2-36890-103-8, S. 192 (französisch).
- Qu'est-ce qu'une famille ? Salvator, Paris 2014, ISBN 978-2-7067-1116-9, S. 253 (französisch).
  - Ma che cos'è una famiglia?, Milano, Ares, 2015 (Italienische Ausgabe)
  - ¿Qué es una familia? La trascendencia en paños menores (y otras consideraciones ultrasexistas), Nuevo Inicio, 2015 (Spanische Ausgabe)
- L'Aubaine d'être né en ce temps. Éditions de l'Emmanuel, Paris 2015, ISBN 978-2-35389-482-6, S. 64 (französisch).
- Résurrection, mode d’emploi. Magnificat, Paris 2016, ISBN 978-2-917146-46-0, S. 208 (französisch).
  - The Resurrection: Experience Life in the Risen Christ, Magnificat, 2015 (Englische Ausgabe)
  - Risurrezione. Istruzioni per l'uso, Milano, Ares 2017 (Italienische Ausgabe)
  - Resurrección: experiencia de vida en Cristo resucitado, BAC, 2017 (Spanische Ausgabe)
- Dernières nouvelles de l'homme (et de la femme aussi), Tallandier, 2017, 340 p.
- À moi la gloire. Salvator, 2019, S. 158 (französisch).
- Être père avec saint Joseph. Petit guide de l'aventurier des temps postmodernes, éditions Magnificat, 2021, 288 p.
- Encore un enfant ? une diatribe et un essai, éditions Mame, 2022, 127 p.
- Des loups déguisés en agneaux - penser les abus dans l'Eglise. Cerf, Paris 2024, ISBN 978-2-204-15920-3, S. 192 (französisch).
- Écologie tragique. Mame, 2024, ISBN 978-2-7289-3352-5, S. 208 (französisch).